# Mallotus montanus
Mallotus montanus är en törelväxtart som först beskrevs av Johannes Müller Argoviensis, och fick sitt nu gällande namn av Airy Shaw. Mallotus montanus ingår i släktet Mallotus och familjen törelväxter. Inga underarter finns listade i Catalogue of Life.